# Sant Josep de Fontdepou
Sant Josep de Fontdepou es una entidad de población española del municipio de Áger, perteneciente a la provincia de Lérida, en la comunidad autónoma de Cataluña. En 2022, la entidad singular de población tenía empadronados 59 habitantes y el núcleo de población, 57.